# Adaptador de corrent altern

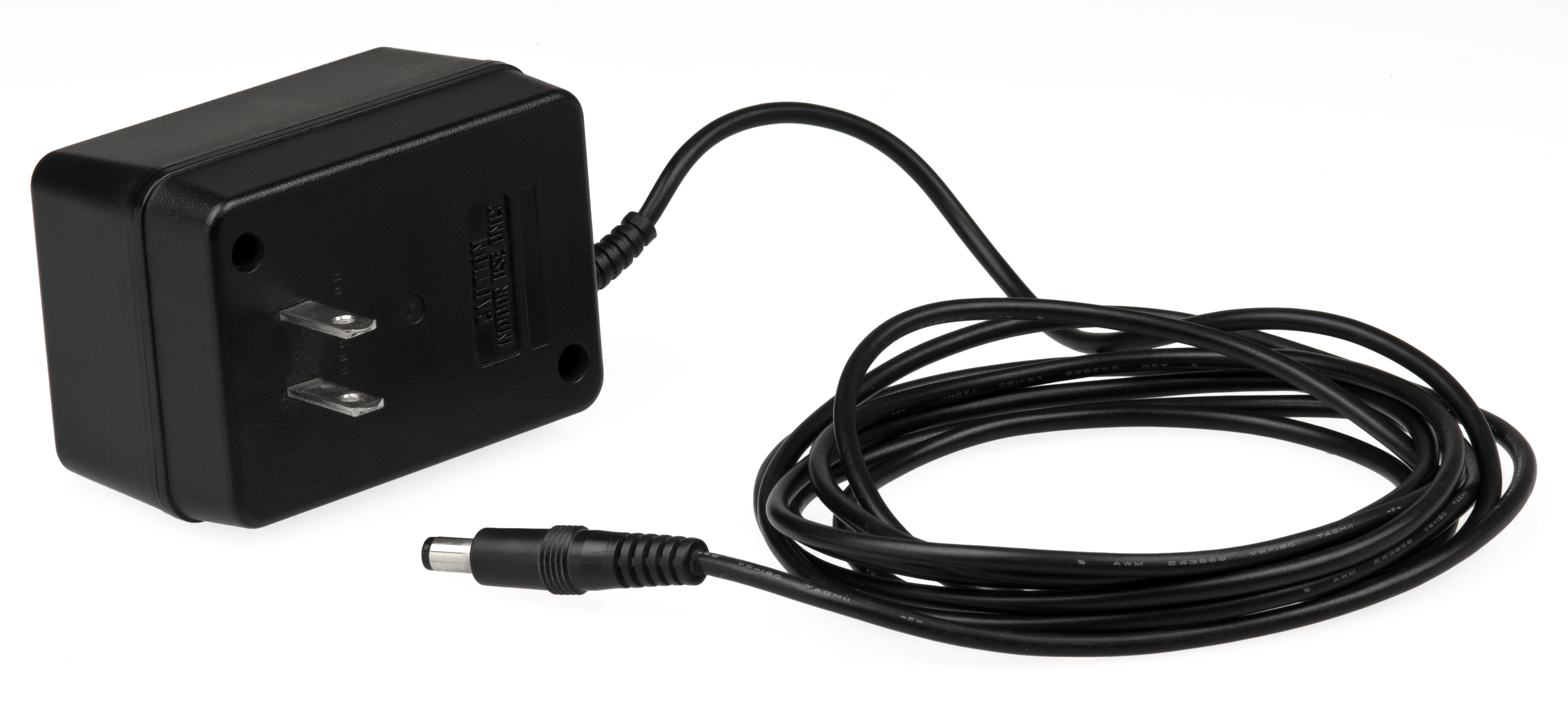
Un alimentador "de paret" per a una consola de jocs domèstica. La sortida té un connector coaxial.

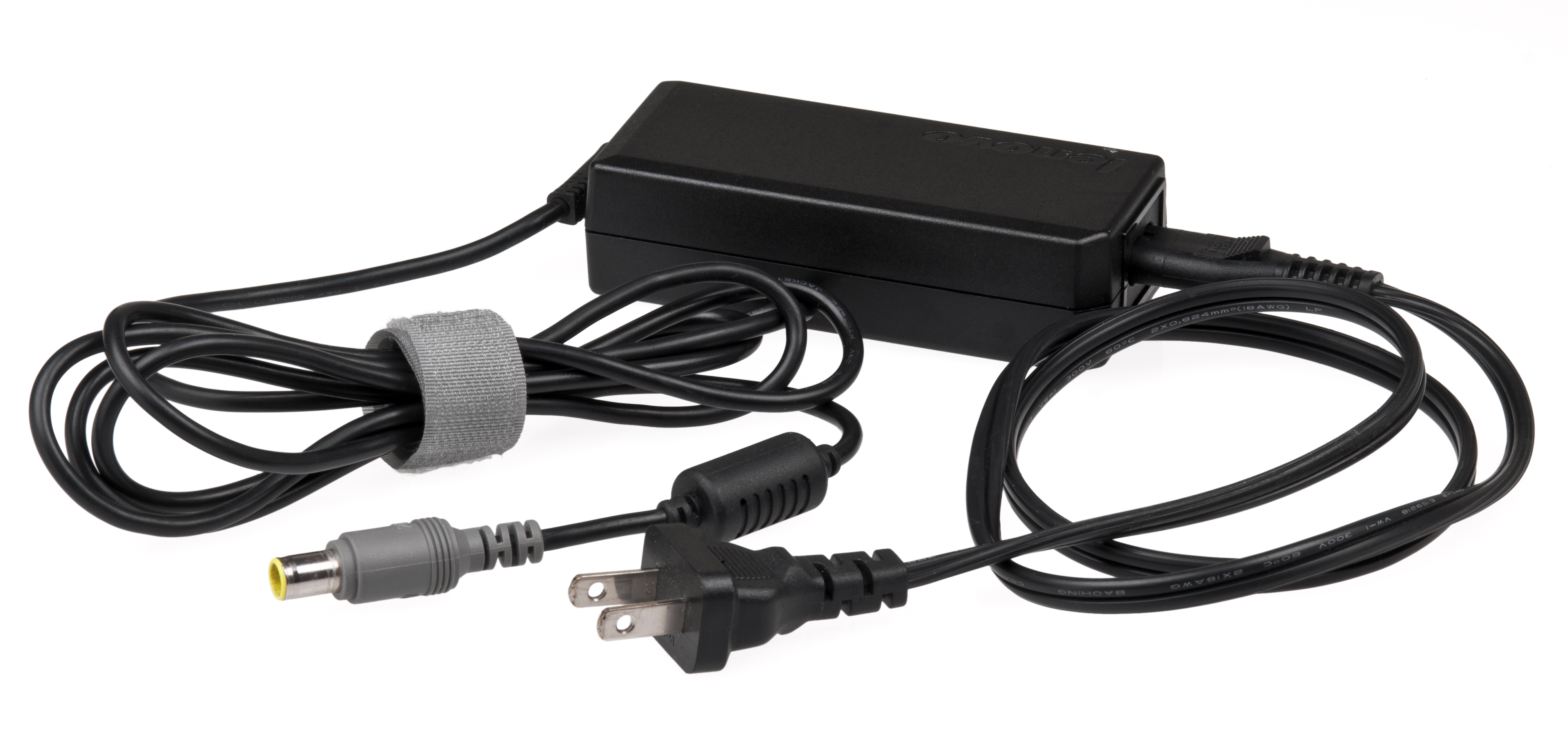
Configuració en línia "Power brick", amb cable de CA desmuntable i endoll NEMA 1-15.

Un adaptador de corrent altern, alimentador de paret o carregador de paret, és un tipus de font d'alimentació externa, normalment tancada en una caixa similar a un endoll de CA. Els adaptadors de CA proporcionen energia elèctrica als dispositius que no tenen components interns per alimentar-se del voltatge i energia de la xarxa. El circuit intern d'una font d'alimentació externa sovint és molt semblant al disseny que s'utilitzaria per a una font d'alimentació integrada o interna. Quan s'utilitzen amb equips alimentats per bateria, els adaptadors solen carregar la bateria i alimentar l'equip al mateix temps.
A part d'evitar la necessitat de fonts d'alimentació internes, els adaptadors externs ofereixen flexibilitat, ja que l'aparell alimentat pot connectar-se a una xarxa de120 VAC o 230 VAC, a la bateria d'un cotxe, a la d'un vaixell o d'un avió, només utilitzant diferents adaptadors. La seguretat pot ser un altre avantatge, ja que l'alimentació perillosa de la xarxa de 120 o 240 volts es transforma en una baixa tensió més segura a nivell del connector d'alimentació per on entra a l'aparell que utilitza l'usuari.

## Modes de funcionament

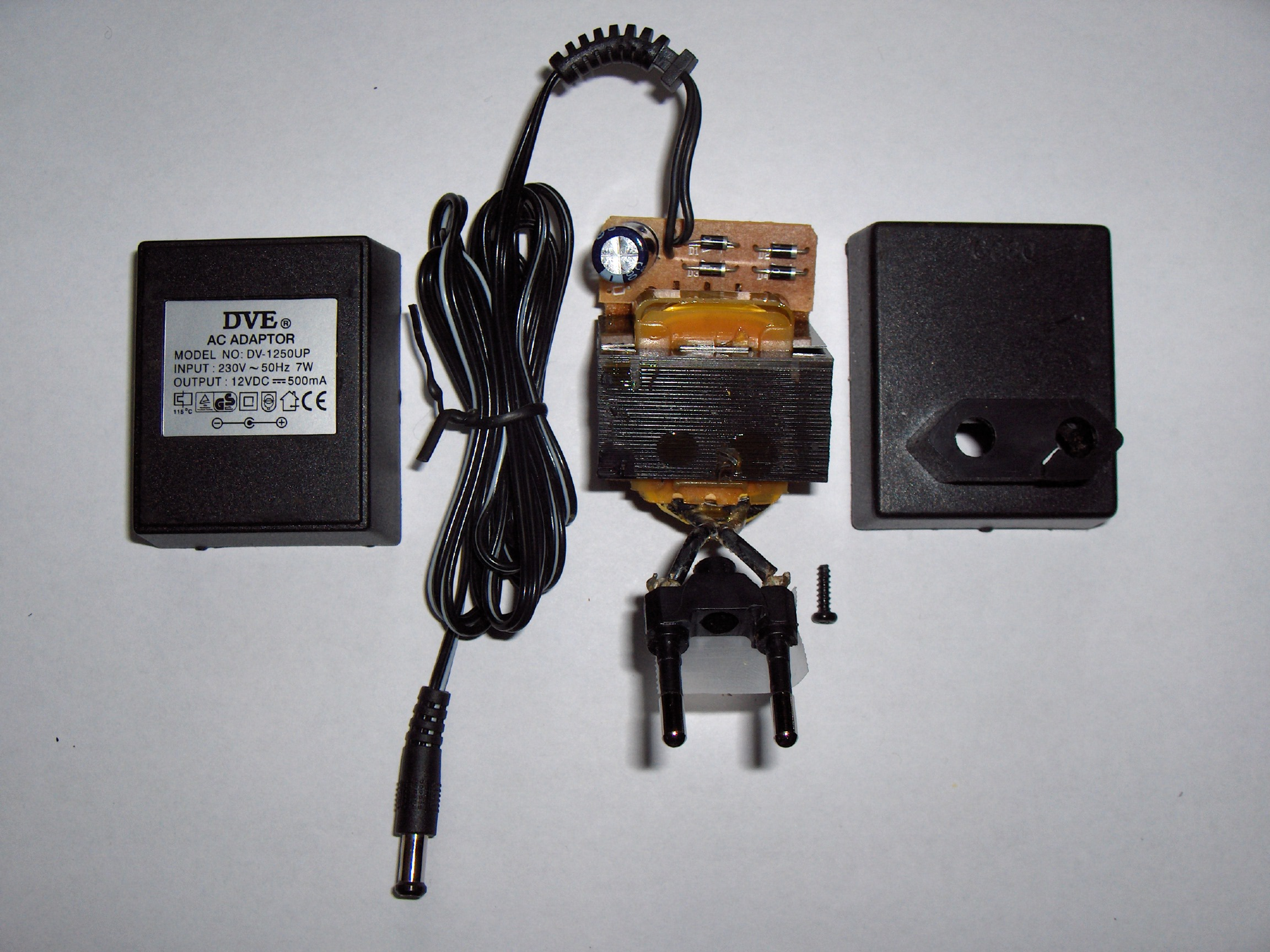
Un adaptador de CA desmuntat que mostra un circuit d'alimentació de CC lineal senzill i no regulat: un transformador, quatre díodes en un pont rectificador i un únic condensador electrolític per suavitzar la forma d'ona

Originalment, la majoria dels adaptadors AC/DC eren fonts d'alimentació lineals, que contenien un transformador per convertir la tensió elèctrica de la xarxa a una tensió més baixa, un rectificador per convertir-la en corrent polsant i un filtre per poder suavitzar la forma d'ona polsant a DC, amb variacions d'ondulació residuals. prou petites com per no afectar el dispositiu alimentat. La mida i el pes del dispositiu estaven determinats en gran manera pel transformador, que al seu torn estava determinat per la potència de sortida i la freqüència de la xarxa. Les qualificacions superiors a uns pocs watts van fer que els dispositius fossin massa grans i pesats per ser suportats físicament per una presa de corrent. La tensió de sortida d'aquests adaptadors variava amb la càrrega; per als equips que requerien una tensió més estable, s'hivan afegir circuits reguladors de tensió lineal. Les pèrdues en el transformador i en el regulador lineal eren considerables; l'eficiència era relativament baixa i una potència significativa es dissipava en forma de calor fins i tot quan no s'alimentava la càrrega.
A principis del segle XXI, les fonts commutades (SMPS) es van convertir gairebé en omnipresents per a aquest propòsit a causa de la seva mida compacta i pes lleuger en relació amb la seva capacitat de sortida de potència. La tensió de la xarxa es rectifica a una tensió directa alta que condueix un circuit de commutació, que conté un transformador que funciona a una freqüència elevada i produeix corrent continu a la tensió desitjada. La ondulació d'alta freqüència es filtra més fàcilment que la freqüència de la xarxa. L'alta freqüència permet que el transformador sigui petit, la qual cosa redueix les seves pèrdues; i el regulador de commutació pot ser molt més eficient que un regulador lineal. El resultat és un dispositiu molt més eficient, petit i lleuger. La seguretat està assegurada, com en el circuit lineal més antic, perquè un transformador encara proporciona aïllament galvànic.
Un circuit amb transformador s'ha de dissenyar per a un rang específic i estret de tensions d'entrada (p. ex., 220–240 VAC) i ha d'utilitzar un transformador adequat per a la freqüència (normalment 50 o 60 Hz), però un subministrament de mode commutat pot funcionar de manera eficient en un rang molt ampli de voltatges i freqüències; un sol 100–240 La unitat VAC gestionarà gairebé qualsevol subministrament de xarxa del món.

## Avantatges
Els adaptadors de CA externs s'utilitzen àmpliament per alimentar dispositius electrònics petits o portàtils. Entre els avantatges es poden citar:

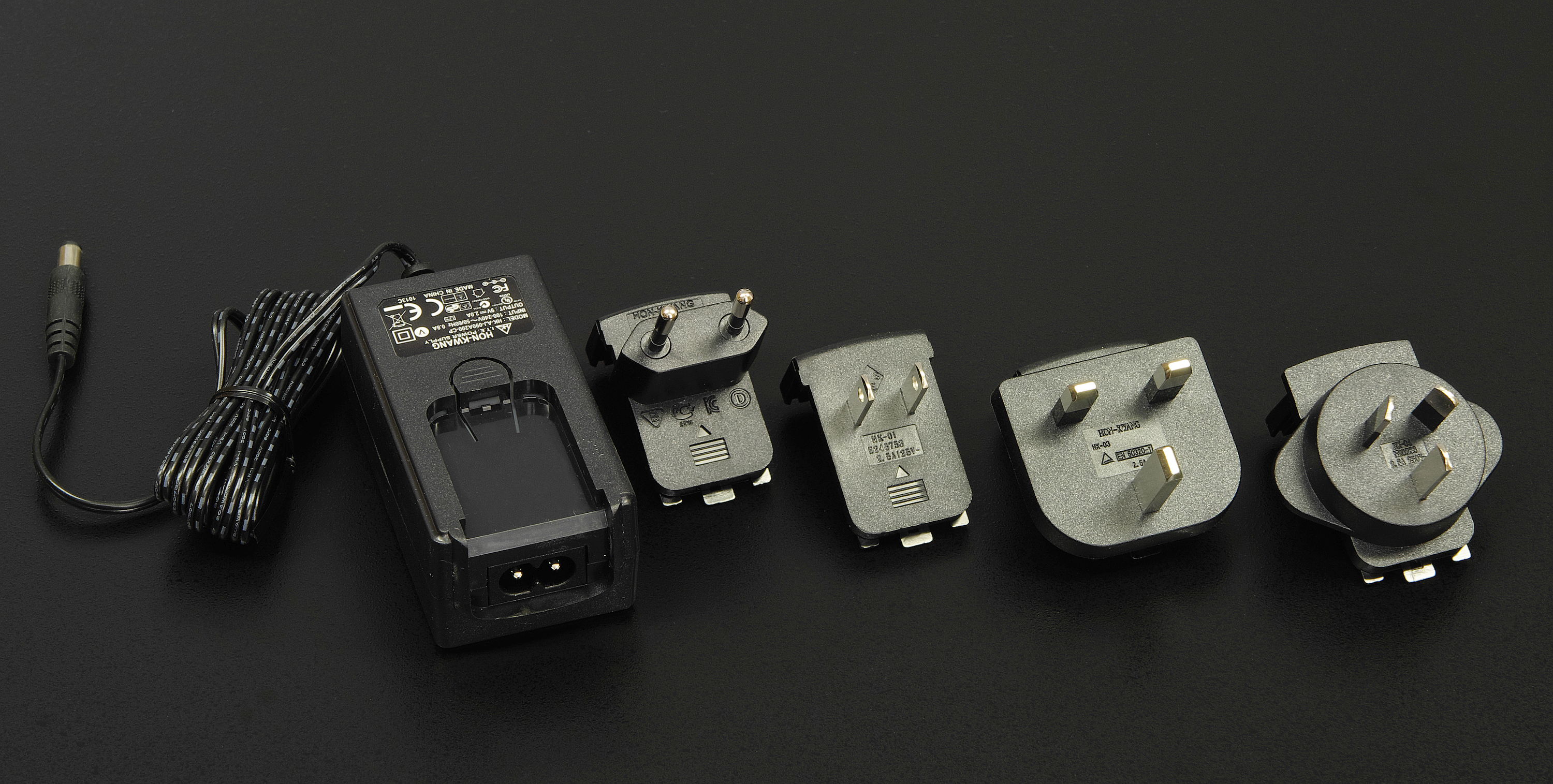
Adaptador de CA que admet quatre sistemes de connexió de CA diferents

- Seguretat: els adaptadors d'alimentació externs poden alliberar els dissenyadors de productes de preocupar-se per alguns problemes de seguretat. Gran part d'aquest estil d'equip utilitza només tensions prou baixes com per no suposar un perill per a la seguretat internament, tot i que la font d'alimentació està obligada a utilitzar una tensió de xarxa perillosa. Si s'utilitza una font d'alimentació externa (generalment a través d'un connector d'alimentació, sovint de tipus coaxial ), l'equip no s'ha de dissenyar preocupant-se per les tensions perilloses dins del recinte. Això és especialment rellevant per a equips amb carcassa lleugera que poden trencar-se i exposar peces elèctriques internes.
- Reducció de calor: atès que l'escalfor redueix la fiabilitat i la longevitat dels components electrònics i pot provocar que els circuits sensibles es tornin inexactes o que funcionin malament. Una font d'alimentació independent elimina una font de calor de l'aparell.
- Reducció del soroll elèctric: atès que el soroll elèctric irradiat cau amb el quadrat de la distància, és avantatge per al fabricant convertir l'alimentació de la línia de CA potencialment sorollosa o l'alimentació de l'automòbil en corrent continu filtrat "neta" en un adaptador extern, a una distància segura de circuits sensibles al soroll.
- Reducció de pes i mida: l'eliminació dels components d'alimentació i l'endoll de connexió a la xarxa elèctrica dels equips alimentats amb bateries recarregables redueix el pes i la mida que cal portar.
- Facilitat de substitució: les fonts d'alimentació són més propenses a fallar que altres circuits a causa de la seva exposició a pics d'alimentació i la seva generació interna de calor residual. Les fonts d'alimentació externes poden ser substituïdes ràpidament per un usuari sense necessitat de reparar el dispositiu alimentat.

- Versatilitat de configuració: els productes electrònics alimentats externament es poden utilitzar amb diferents fonts d'alimentació segons sigui necessari (per exemple, 120 VAC, 240 VAC, 12 VDC o bateria externa), per a un ús còmode al camp o quan es viatja.
- Inventari, distribució i certificació de productes simplificats: un producte electrònic que es ven i s'utilitza internacionalment s'ha d'alimentar amb una àmplia gamma de fonts d'alimentació i ha de complir les normatives de seguretat del producte en moltes jurisdiccions, que normalment requereixen una certificació costosa per part d' agències de seguretat nacionals o regionals, com ara com Underwriters Laboratories (UL) o TÜV. Es pot utilitzar una única versió d'un dispositiu en molts mercats, amb els diferents requisits d'alimentació que compleixen les diferents fonts d'alimentació externes, de manera que només cal fabricar, emmagatzemar i provar una versió del dispositiu. Si el disseny del dispositiu es modifica amb el temps (un fet freqüent), no cal tornar a provar el disseny de la font d'alimentació (i viceversa).
- La tensió constant és produïda per un tipus específic d'adaptador utilitzat per a ordinadors i portàtils. Aquest tipus d'adaptadors es coneixen habitualment com a eliminadors.

## Problemes
Una enquesta als consumidors va mostrar una insatisfacció generalitzada amb el cost, les molèsties i el malbaratament de la profusió d'adaptadors de corrent utilitzats pels dispositius electrònics. Tanmateix, molts adaptadors de CA de mode commutat econòmics no implementen el filtratge i/o el blindatge adequats per a les interferències electromagnètiques que generen. La naturalesa d'aquests dissenys de commutació d'alta freqüència i alta energia és tal que quan no s'implementen aquestes mesures preventives, es poden generar i irradiar harmònics d'una potència relativament elevada que poden arribar a interferir la part de l'espectre d'emissions radiofòniques.

## Eficiència
Les fonts d'alimentació commutades (SMPS) són molt més eficients que les lineals; un bon disseny pot ser eficient entre un 80 i un 90%, i també és molt més petites i lleugeres. La qüestió de la ineficiència d'algunes fonts d'alimentació s'ha fet ben palesa, amb el president dels Estats Units, George W. Bush, referint-se l'any 2001 a dispositius com "Energy Vampires". S'està promulgant legislació a la UE i a diversos estats dels EUA per reduir el nivell d'energia malgastada per alguns d'aquests dispositius. Aquestes iniciatives inclouen la potència en espera i la iniciativa One Watt.
Els adaptadors CA/CC externs solen deixar-se endollats fins i tot quan no s'utilitzen, i consumeixen des d'uns pocs watts fins a 35 watts de potència en aquest estat. L'informe va concloure que uns 32.000 milions de quilowatts-hora (kWh) per any, aproximadament l'1% del consum total d'energia elèctrica, es podrien estalviar als Estats Units substituint totes les fonts d'alimentació lineals (eficiència mitjana del 40 al 50%) per dissenys de commutació avançats. (eficiència 80-90%), substituint els subministraments de commutació més antics (eficiència inferior al 70%) per dissenys avançats (eficiència d'almenys el 80%), i reduint el consum en espera dels subministraments a no més d'1 watt.
Des que es va publicar l'informe, els SMPS han substituït les fonts analògiques amb transformador en gran manera, fins i tot a les berrugues de paret. L'informe de 2002 estimava que el 6% de l'energia elèctrica utilitzada als EUA "flueix" a través de fonts d'alimentació (sense comptar només les berrugues de la paret). El lloc web on es va publicar l'informe va dir l'any 2010 que malgrat la propagació dels SMPS, "les fonts d'alimentació actuals consumeixen almenys el 2% de tota la producció d'electricitat dels EUA. Els dissenys de fonts d'alimentació més eficients podrien reduir aquest ús a la meitat".
Com que l'energia elèctrica malbaratada s'allibera en forma de calor, una font d'alimentació ineficient és calenta al tacte, igual que una que malgasta energia sense càrrega elèctrica. Aquesta calor residual és en si mateix un problema en temps càlid, ja que pot requerir aire condicionat addicional per evitar el sobreescalfament i fins i tot per eliminar la calor no desitjada de grans subministraments.

## Adaptadors d'alimentació universals

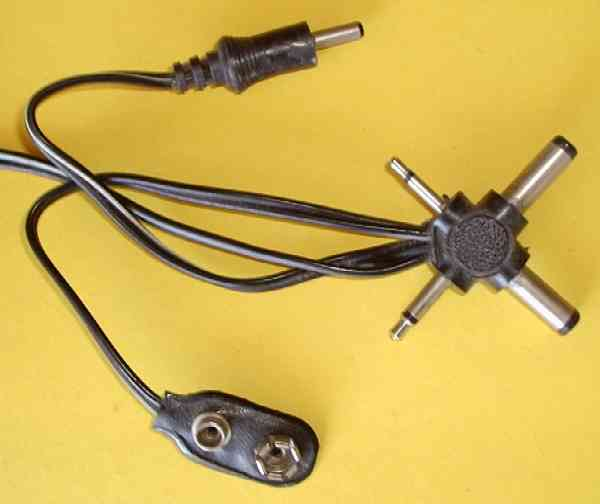
Un connector de sis vies en una font d'alimentació de CC "universal", que consta d'un connector X de quatre vies i dos connectors individuals separats (un és el connector de la bateria de nou volts). El connector X aquí proporciona 3.5 i 2.5 endolls de telèfon de mm i dues mides de connector d'alimentació coaxial

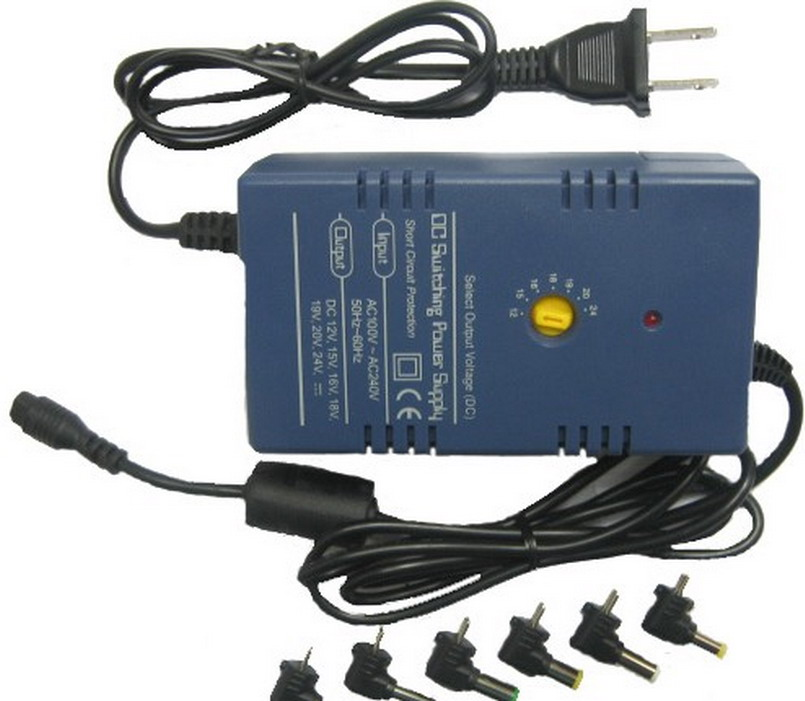
Font d'alimentació universal portàtil amb tensió ajustable entre 12 i 24 volts

Les fonts d'alimentació externes poden fallar però es poden separar de l'equip que han d'alimentar. En conseqüència, hi ha un mercat d'adaptadors de recanvi. La font d'alimentació de reemplaçament ha de coincidir amb les tensions d'entrada i sortida, igualar o superar la capacitat de corrent i estar equipada amb un connector compatible. Molts productes elèctrics estan mal etiquetats amb informació sobre la font d'alimentació que necessiten, per la qual cosa és prudent registrar les especificacions de la font d'alimentació original amb antelació, per facilitar la substitució si més tard s'ha de substituir l'original. L'etiquetatge acurat dels adaptadors de corrent també pot reduir la probabilitat d'una confusió que podria causar danys a l'equip.
Algunes fonts d'alimentació de recanvi "universals" permeten canviar la tensió de sortida i la polaritat per adaptar-se a una sèrie d'equips. Amb l'arribada de les fonts d'alimentació commutades que poden funcionar amb qualsevol voltatge des de 110 VAC a 240 VAC es van fer àmpliament disponible; anteriorment s'utilitzaven versions o de100–120 VAC o de 200–240  VAC. Hi ha adaptadors que també es poden utilitzar amb les bateries de vehicles de motor, de vaixells o d'avions (vegeu EmPower ).
Els connectors X de quatre vies o els connectors estrella de sis vies, amb múltiples mides i tipus d'endoll són habituals a les fonts d'alimentació genèriques. Altres fonts d'alimentació de substitució tenen arranjaments per canviar el connector d'alimentació, amb de quatre a nou alternatives diferents disponibles quan es compren en un conjunt. Això permet combinar moltes configuracions diferents d'adaptadors de CA, sense necessitat de soldadura. Philmore i altres marques competidores ofereixen adaptadors de CA similars amb connectors intercanviables.
És possible que l'etiqueta d'una font d'alimentació no sigui una guia fiable de la tensió real que subministra en diferents condicions. Moltes fonts d'alimentació de baix cost estan " no regulades ", ja que la seva tensió pot canviar considerablement amb la càrrega. Si tenen poca càrrega, poden donar una tensió molt més alta que la tensió nominal "etiquetada", la qual cosa podria danyar l'equip alimentat. Si la càrrega és molt alta, la tensió de sortida pot baixar de manera apreciable, en alguns casos molt per sota de la tensió nominal de l'etiqueta fins i tot dins del corrent nominal, provocant que l'equip que s'està subministrant funcioni malament o es faci malbé. Els subministraments amb reguladors lineals (en comparació amb els commutats) són pesats, voluminosos i cars.
Les fonts commutades (SMPS) modernes són més petites, més lleugeres i més eficients. Posen una tensió molt més constant que els subministraments no regulats, ja que la tensió d'entrada i el corrent de càrrega varien. Quan es van introduir, els seus preus eren elevats, però a principis del segle XXI els preus dels components en mode de commutació havien baixat fins a un punt que va permetre que fins i tot subministraments barats utilitzessin aquesta tecnologia, estalviant el cost d'un transformador de freqüència de xarxa més gran i pesat.

### Adaptadors de detecció automàtica
Alguns adaptadors universals configuren automàticament la seva tensió i corrent de sortida màximes segons quina d'una sèrie de puntes intercanviables s'hi instal·la; Hi ha consells disponibles per adaptar-se i subministrar l'alimentació adequada a molts ordinadors portàtils i dispositius mòbils. Diferents puntes poden utilitzar el mateix connector, però automàticament proporcionen una potència diferent; és essencial utilitzar la punta adequada per a l'aparell que s'està alimentant, però l'usuari no ha de posar cap interruptor correctament. L'arribada de les fonts d'alimentació en mode de commutació ha permès que els adaptadors funcionin des de qualsevol font d'alimentació de CA de 100 a 240 V amb un endoll adequat; o també a partir de 12 V estàndard i així es poden connectar a les bateries de vehicles, vaixells  i avions  Amb l'adaptador, els accessoris i els consells adequats, es pot alimentar una varietat d'equips des de gairebé qualsevol font d'alimentació.
S'ha proposat un sistema "Green Plug", basat en la tecnologia USB, pel qual el dispositiu consumidor indicaria a la font d'alimentació externa quin tipus d'alimentació es necessita.

### Eliminador de bateries

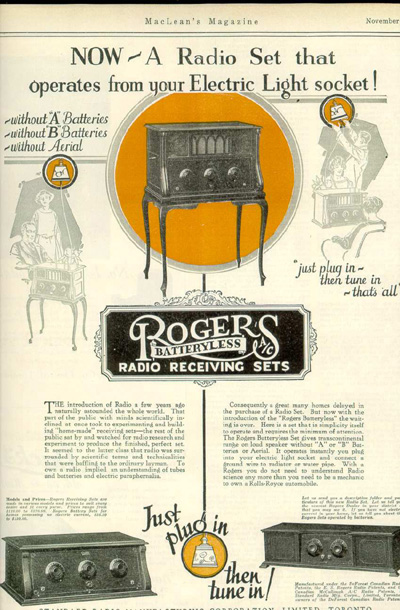
Anunci de la revista de novembre de 1925 per a l'eliminador de bateries

Un eliminador de bateries és un adaptador destinat a permetre que un dispositiu destinat al funcionament de la bateria, com una ràdio, funcioni des d'una presa de corrent alterna.
Els primers eliminadors de bateries comercials van ser produïts per l'empresa Edward S. Rogers, Sr. el 1925 com a complement de la seva línia de receptors de ràdio "sense bateria".
Un altre dels primers productors d'eliminadors de bateries va ser la Galvin Manufacturing Corporation (més tard coneguda com Motorola ), que va ser oberta el 25 de setembre de 1928 per Paul Galvin i el seu germà Joseph E. Galvin.

### Carregador per a portàtils
Als primers ordinadors portàtils, les unitats d'alimentació eren internes com en els ordinadors d'escriptori. Per facilitar la portabilitat estalviant espai físic i reduir-ne el pes, es va passar a les unitats d'alimentació externes.
Quan s'utilitza un ordinador portàtil durant la recàrrega, el circuit integrat que controla la càrrega fa ús de la capacitat de corrent elèctric restant de la font d'alimentació. Això permet subministrar energia als components del dispositiu durant l'ús, mantenint una velocitat de càrrega constant sense compromisos.

## Adaptador USB/5V universal

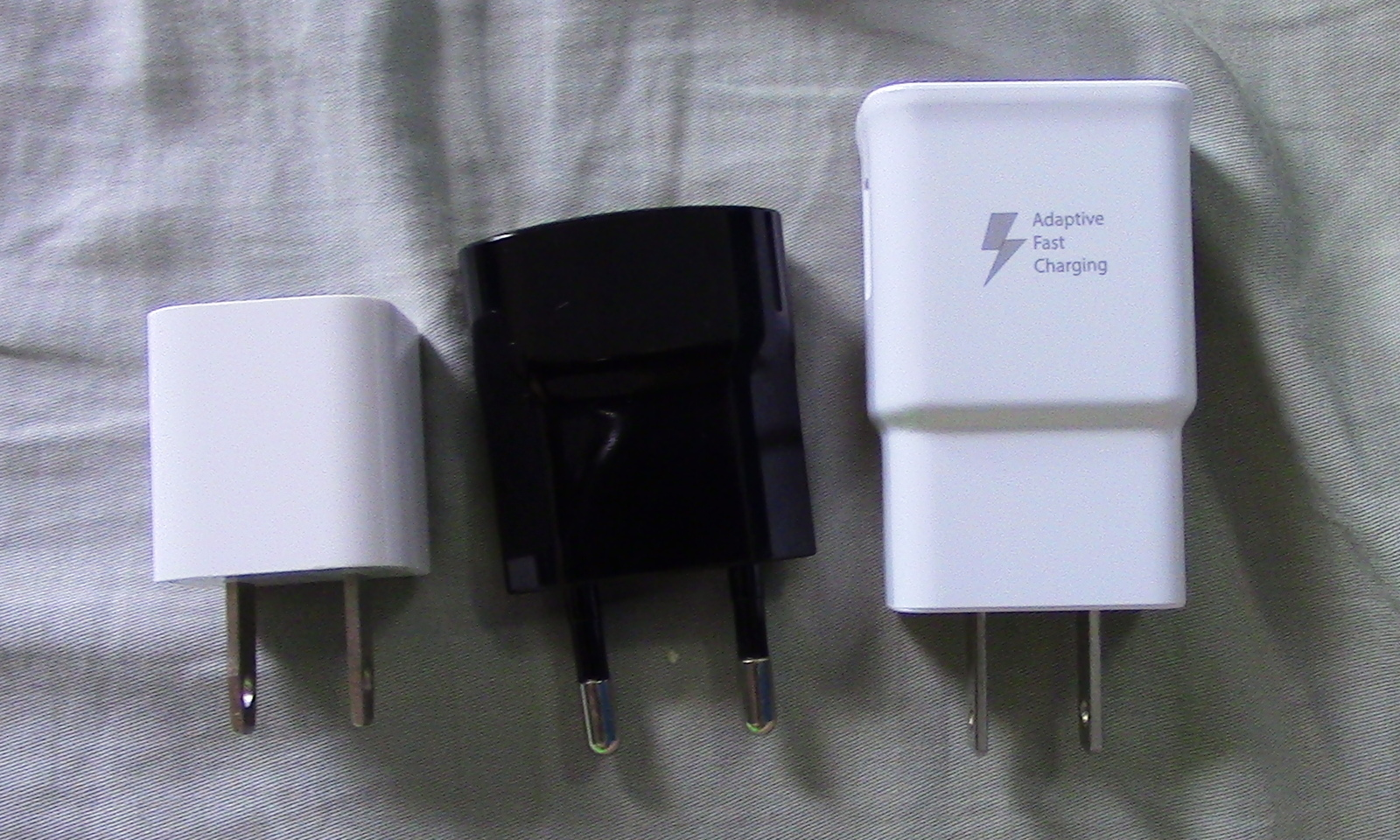
Mides habituals dels adaptadors de CA USB

El connector USB (i la tensió de 5V) s'ha convertit en un estàndard de facto pels adaptadors de CA de baixa potència per a molts dispositius portàtils. A part de l'intercanvi de dades digitals en sèrie, l'estàndard USB també proporciona 5 VDC power, fins a 500 mA ( 900 mA a través d'USB 3.0). Nombrosos aparells accessoris (" decoració USB ") van ser dissenyats per connectar-se a USB només per a l'alimentació de CC i no per a l'intercanvi de dades. El Fòrum d'Implementadors d'USB al març de 2007 va publicar l'Especificació de càrrega de la bateria USB que defineix "... límits, així com mecanismes de detecció, control i informes per permetre que els dispositius consumin un corrent superior a l'especificació USB 2.0 per carregar...". Els ventiladors elèctrics, els llums, les alarmes, els escalfadors de cafè, els carregadors de bateries i fins i tot les joguines s'han dissenyat per aprofitar l'alimentació d'un connector USB. Els adaptadors endollables equipats amb receptacles USB estan àmpliament disponibles per convertir l'alimentació 120 VAC o 240 VAC o l'alimentació de l'automòbil 12 VDC a una alimentació USB 5 VDC (vegeu la foto).
La tendència cap a dispositius electrònics més compactes ha impulsat un canvi cap als connectors micro-USB i mini-USB, que són elèctricament compatibles en funció del connector USB original, però físicament més petits.
L'any 2012, es va proposar una especificació d'entrega d'energia USB per estandarditzar el lliurament de fins a 100 watts, adequat per a dispositius com els ordinadors portàtils que normalment depenen d'adaptadors propietaris.

## Normes
La UIT va publicar la Recomanació ITU-T L.1000, "Solució d'adaptador i carregador d'alimentació universal per a terminals mòbils i altres dispositius TIC de mà ", que especifica un carregador similar en la majoria dels aspectes al de la proposta GSMA/OMTP i a la Font d'alimentació externa comuna. La recomanació de la UIT es va ampliar i actualitzar el juny de 2011. L'esperança és reduir notablement la profusió d'adaptadors de corrent no intercanviables.
La Unió Europea va definir una font d'alimentació externa comuna per a "telèfons mòbils amb dades de mà" ( smartphones ) venuts a partir de 2010, destinada a substituir les nombroses fonts d'alimentació patentades incompatibles i eliminar els residus reduint el nombre total de subministraments fabricats. Entrega de subministraments conformes 5 VDC mitjançant un connector micro-USB, amb una tensió d'entrada preferida que va de 90 a 264 VAC.
L'any 2006 Larry Page, fundador de Google, va proposar un estàndard de 12 V i fins a 15 A per a gairebé tots els equips que requereixen un convertidor extern, amb nous edificis equipats amb cablejat 12 VDC, fent innecessaris els circuits de l'adaptador de CA a CC externs.
L'IEC ha creat un estàndard per a fonts d'alimentació portàtils intercanviables, IEC 62700 (nom complet "IEC Technical Specification 62700: DC Power supply for notebook computer"), que es va publicar el 6 de febrer de 2014.